# 李性蓁
李性蓁（1968年3月10日—2006年12月1日）筆名藍絲絨、小天，台灣兩性流行文學作家。與其姊李性芝（筆名黃有德）皆為台灣作家。
輔仁大學織品設計系畢業，並取得英國諾丁罕詮特大學藝術學院碩士學位，1996年回台灣擔任毛衣設計師與服裝造型師，《ELLE》、《美麗佳人Marie Claire》時裝雜誌之國際中文雜誌時尚總監、副總編輯職位。也曾在《中國時報》人間副刊「三少四壯」、大成報「男歡女愛版」專欄撰寫。她的著作偏重時尚觸覺，男女感情描寫與開導的方面，受到台灣與中國大陸的一眾年青男女所欣賞與支持，因此李於2003年成立其官方網站與討論區，直接與網友交流與聊天。除此以外，李亦曾有譯著與出現在其他書籍上如水瓶鯨魚的《失戀雜誌》中（以小天為筆名），亦曾為歌手填詞，如鄭嘉穎主唱的《Don't Cry》、莊立帆主唱的《野風》、《愛你太深》、《女人》、《巴黎吾愛》、《能不能不要走》等。
她以《狂野百合》一書奪得2000年第三屆「皇冠大眾小說獎」評審特別推薦獎，2004年起把著作向中國大陸出版發展。
李於數年前曾與一網友結婚，但因性格不合而在兩年前離異；她近年患上重度憂鬱症，2006年12月2日李在臺北縣淡水鎮（今新北市淡水區）民生路住處被家人發現燒炭自殺。在兩周前曾因與男友關係不和而割腕尋短，當時送醫後獲救仍再次尋短。警方其後在其電腦裡找到其遺書，內容寫著：「……說我不怨你，是騙人的。你前後的態度劇烈的變化，使我不知所措……」，與在其官網上的留言，皆證實這是尋短原因之一。

## 作品
- 《妹妹戀愛書》元尊出版1997年9月初版，ISBN 9578399197
- 《真情書》元尊出版1997年10月初版，ISBN 9578399464
- 《酷流行》元尊出版1998年5月初版，ISBN 9578399839
- 《私旅行》元尊文化1998年5月初版，ISBN 957-8399-82-0
- 《快樂自己來：生活點子雜貨舖》大田出版，ISBN 9575838033
- 《個性男變身大革命 (1)》1998年9月初版，ISBN 9578032005
- 《個性男變身大革命 (2)》1998年9月初版
- 《狂野百合》皇冠出版1999年12月初版，ISBN 9573316838
- 《名牌抽屜》（以藍絲絨筆名出版）皇冠文化2000年10月初版，ISBN 9624516685
- 《妳的肚子裡可有蝴蝶飛舞》（以海子為筆名，與橘色果凍合著）時報出版2001年1月初版，ISBN 9571332968
- 《其實都不是我的》（以藍絲絨筆名出版）時報文化2001年7月初版，ISBN 9571334499
- 《寫情書》（以藍絲絨筆名出版）時報文化2002年5月初版，ISBN 9571336661
- 《愛情辭典 （页面存档备份，存于）》時報出版2003年5月初版，ISBN 9571338982
- 《印度漂流記》時報出版2003年8月初版，ISBN 9571339563
- 《天使之城─小天的深情》（以小天筆名出版）寶瓶文化2003年8月初版，ISBN 9867883446
- 《流行時尚A～Z》時報出版2003年12月初版，ISBN 9571340340
- 《欲望咖啡》长江文艺出版社2004年4月初版，ISBN 7535427316
- 《秘密藏在行囊里》长江文艺出版社2004年4月初版，ISBN 753542757X
- 《嗨！克莉特絲》凱倫·莎爾曼森（Karen Salmansohn）著、崔夏·克勞絲 繪／李性蓁 譯，大辣出版2005年11月初版，ISBN 9868117771
- 《男人坏是因为他们得装坏》（1[永久]、2[永久]、3[永久]）刊於《感情这东西》散文集，黄佟佟 著，东方出版中心2006年6月初版，ISBN 780186476X

## 外部連結
- 官方網站 （页面存档备份，存于）（已失效）、[blog.sina.com.cn/s/articlelist_1259270650_0_1.html 新浪部落格]
- 網路人氣美女作家 離婚很情傷，中國時報2006年12月3日
- 受過挫折 才懂得去思考 （页面存档备份，存于），民生學院